# Hendrik Jan van Beek
Hendrik Jan van Beek (Den Haag, 14 juni 1958) is een Nederlands fotograaf.
Reeds op zijn zestiende maakte hij al op zijn Puch bij Piet Wiegers in Amersfoort trouwreportages en portretten. Toen hij 18 was deed hij dit bij Gerard Boekhorst in Utrecht. Hij fotografeerde vele mensen die hij op straat tegenkwam, en wilde de mensen echt vastleggen zoals ze zijn.
Na zijn diensttijd werd hij fotograaf bij Myosotis in Baarn waar hij een goede leermeester vond in Remmelt van Heerde en Bram Dorland. Hij maakte hier vele platenhoezen en boekomslagen. Ook fotografeerde hij in de studio veel artiesten die naar Nederland kwamen om hun platen te promoten. Na drie jaar wilde hij een ander kant van de fotografie in praktijk brengen en ging in de leer bij Cees Broekhuijsen in Amersfoort. Dit is volgens Hendrik Jan degene geweest van wie hij het meest geleerd heeft. Zowel in de fotografie als in de reclame.
Zijn grote inspirator was Ed van der Elsken, vooral het fotoboek Eye love you.
Hier deed hij veel architectuur- en reclamefotografie voor grote opdrachtgevers zoals Aegon verzekeringen. Op zijn zesentwintigste begon hij voor zichzelf met veel steun van zijn oude leermeester Cees Broekhuijsen. Voor de Hells Angels in Amsterdam had hij in 1996 de eer een kalender te mogen maken. Dit is volgens velen een van zijn meesterwerken. Zijn voorliefde voor Harleys en fotografie waren hier debet aan.
Uiteindelijk kreeg zijn voorliefde voor het maken van reportages en vooral portretten de meeste aandacht.
Het Nederlands Koninklijk Huis heeft ook altijd een bijzondere plek bij hem ingenomen. En sinds de komst van Prinses Maxima die twee jaar zijn "buurvrouw" is geweest op het Paleis Noordeinde in Den Haag, heeft hij zich bijna helemaal gericht op het maken van portretten en reportages van en over het koninklijk huis.

Niet vanuit de bosjes, hij heeft er een hekel aan om foto's te maken zonder toestemming, en vooral als het gaat om indringende foto's.
Het belangrijkste in een foto vindt hij de ogen, die moeten emotie uitstralen.
Hij heeft ook een boek met zestig portretten uitgegeven van Prinses Maxima tijdens de kennismakingsbezoeken.
Op dit moment worden veel foto's van hem gepubliceerd in de weekbladen, met name Story en vele andere bladen zoals b.v Vogue.
Zolang er geen "schadelijke onzin bijstaat" vindt hij dat best.
Volgens velen maakt hij de mooiste foto's van Prinses Maxima. Daarom kwam hij ook voor in de documentaire die de NDR maakte over Maxima 50 jaar
Na 2005 en het revalideren van een motorongeluk, is hij zich weer meer gaan richten op het fotograferen van mensen. In Nepal en Brazilië heeft hij indringende reportages gemaakt over straatkinderen en hulpverlening. Ook zijn voorliefde voor Amerikaanse motoren, heeft hem ertoe gezet, om ook hier verslag van te doen. Voor diverse reportages en artikelen, over de Hells Angels Amsterdam heeft hij de foto's gemaakt, voor zowel Panorama, Nieuwe Revu, maar ook buitenlandse motorbladen.